# Lebedov
Lebedov je malá vesnice, část obce Zdounky v okrese Kroměříž. Nachází se poblíž říčky Kotojedky, asi 3 km na jihozápad od Zdounek, 1 km jihozápadně od Těšánek. Je zde evidováno 10 adres. Trvale zde žije 17 obyvatel. Slepou místní komunikací o délce cca 450 metrů, která končí na návsi v Lebedově, je osada napojena na silnici II/432, na níž je u tohoto rozcestí též autobusová zastávka „Zdounky, Lebedov“. 
Lebedov je také název katastrálního území o rozloze 1,11 km2.

## Obyvatelstvo

### Struktura
Vývoj počtu obyvatel za celou obec i za jeho jednotlivé části uvádí tabulka níže, ve které se zobrazuje i příslušnost jednotlivých částí k obci či následné odtržení.
| Místní části   | Místní části | 1869 | 1880 | 1890 | 1900 | 1910 | 1921 | 1930 | 1950 | 1961 | 1970 | 1980 | 1991 | 2001 | 2011 | 2021 |
| -------------- | ------------ | ---- | ---- | ---- | ---- | ---- | ---- | ---- | ---- | ---- | ---- | ---- | ---- | ---- | ---- | ---- |
| Počet obyvatel | část Lebedov | 78   | 88   | 74   | 79   | 59   | 65   | 75   | 70   | 43   | 35   | 15   | 12   | 8    | 12   | 17   |
| Počet domů     | část Lebedov | 13   | 13   | 13   | 14   | 14   | 14   | 14   | 10   | -    | 10   | 7    | 10   | 10   | 10   | 10   |

## Okolí obce
V katastru obce stávaly na říčce Kotojedce dva mlýny. Mlýn Prachař, z kterého se dochovala jen návodní zeď mlýnice 
a mlýn Koláček nazvaný podle tvaru přilehlého rybníka, který současný majitel mlýna na původním místě a v původním tvaru obnovil. 
Na stráni nad obcí stojí dřevěná rozhledna z roku 2015.
Bývalý dvůr Lebedov, dnes již zcela zaniklý, stál asi kilometr jihozápadně od dnešní osady, poblíž dnešního turistického rozcestníku Lebedovské stráně.

### Galerie

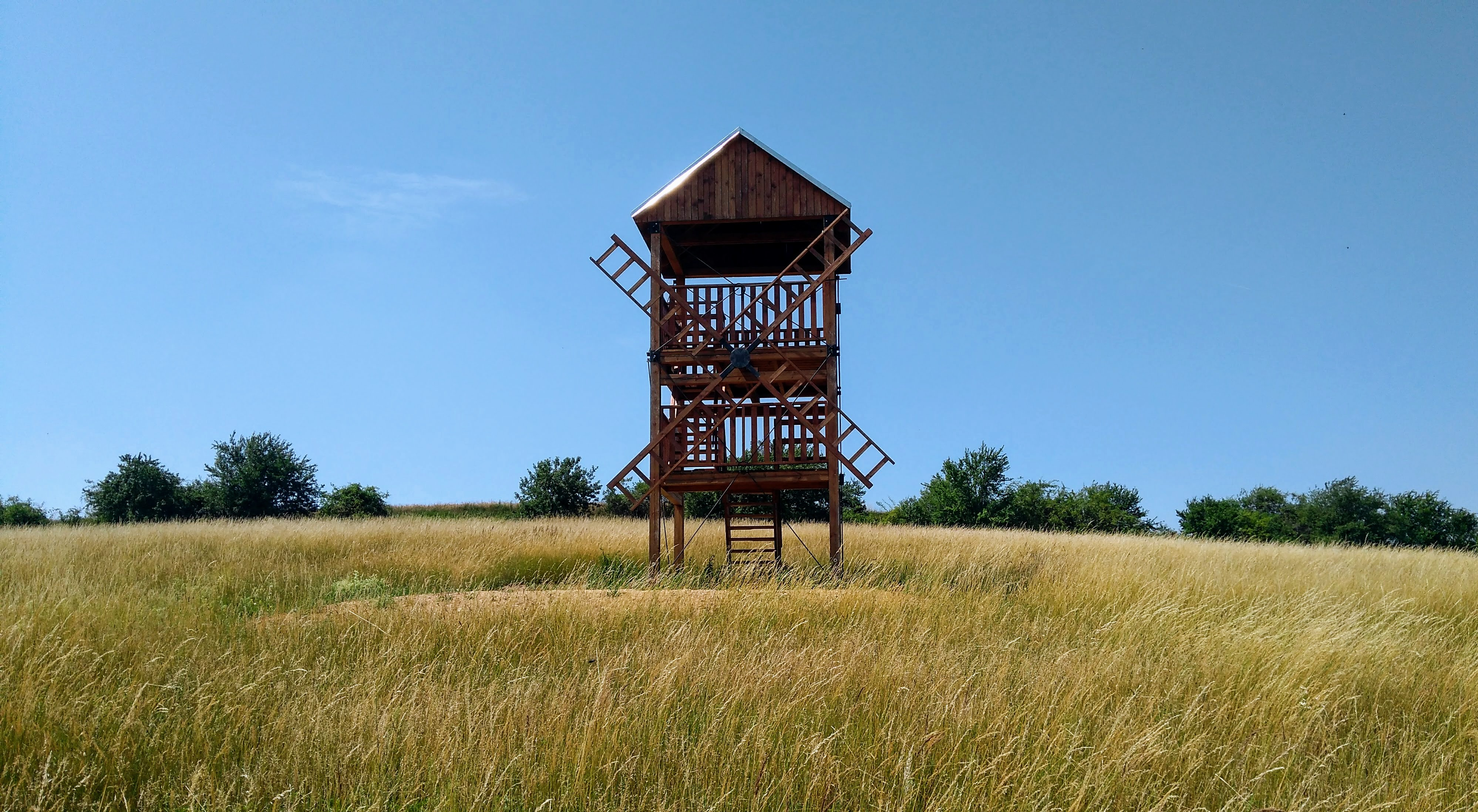
Rozhledna nad Lebedovem
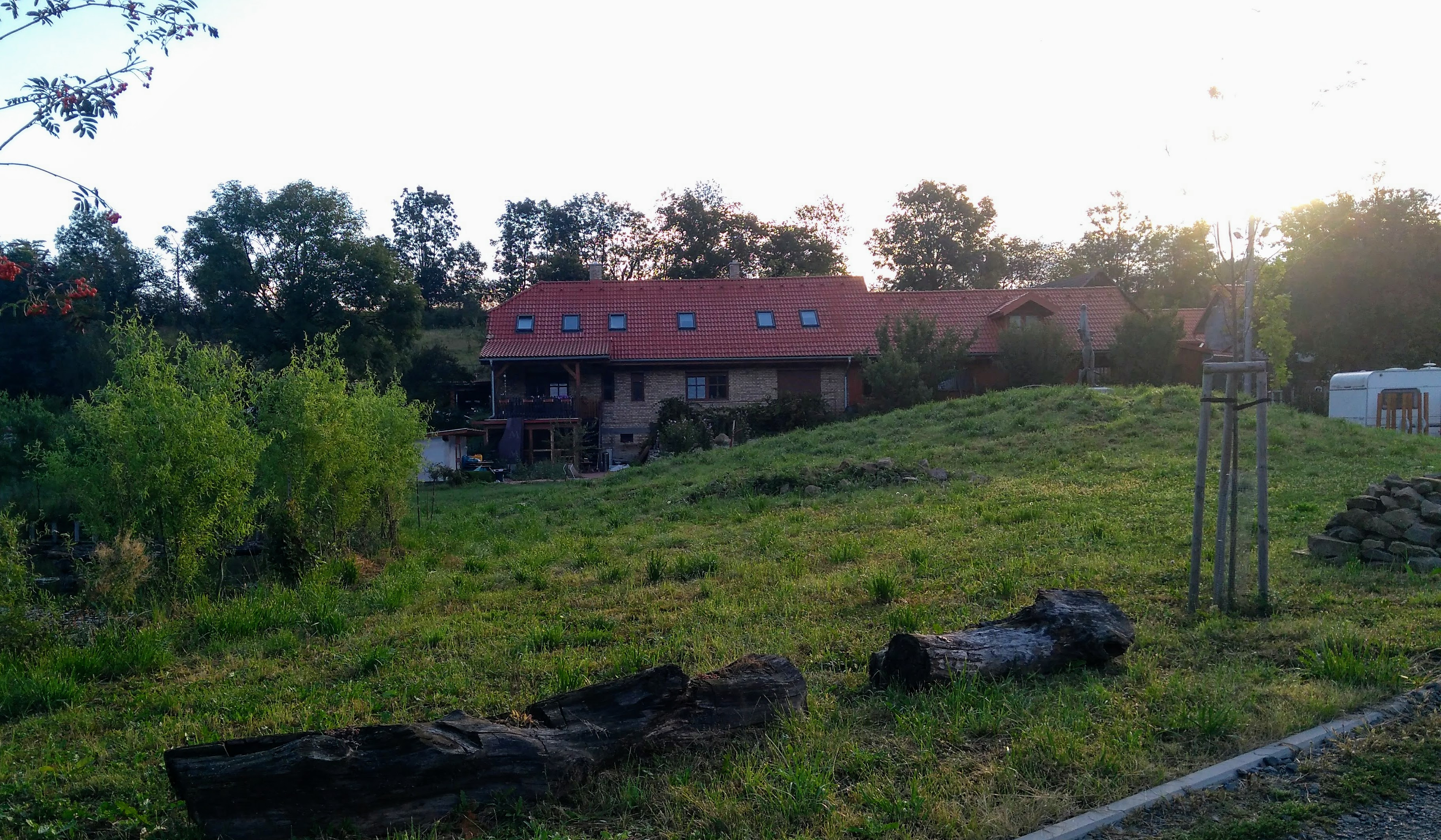
Mlýn Koláček
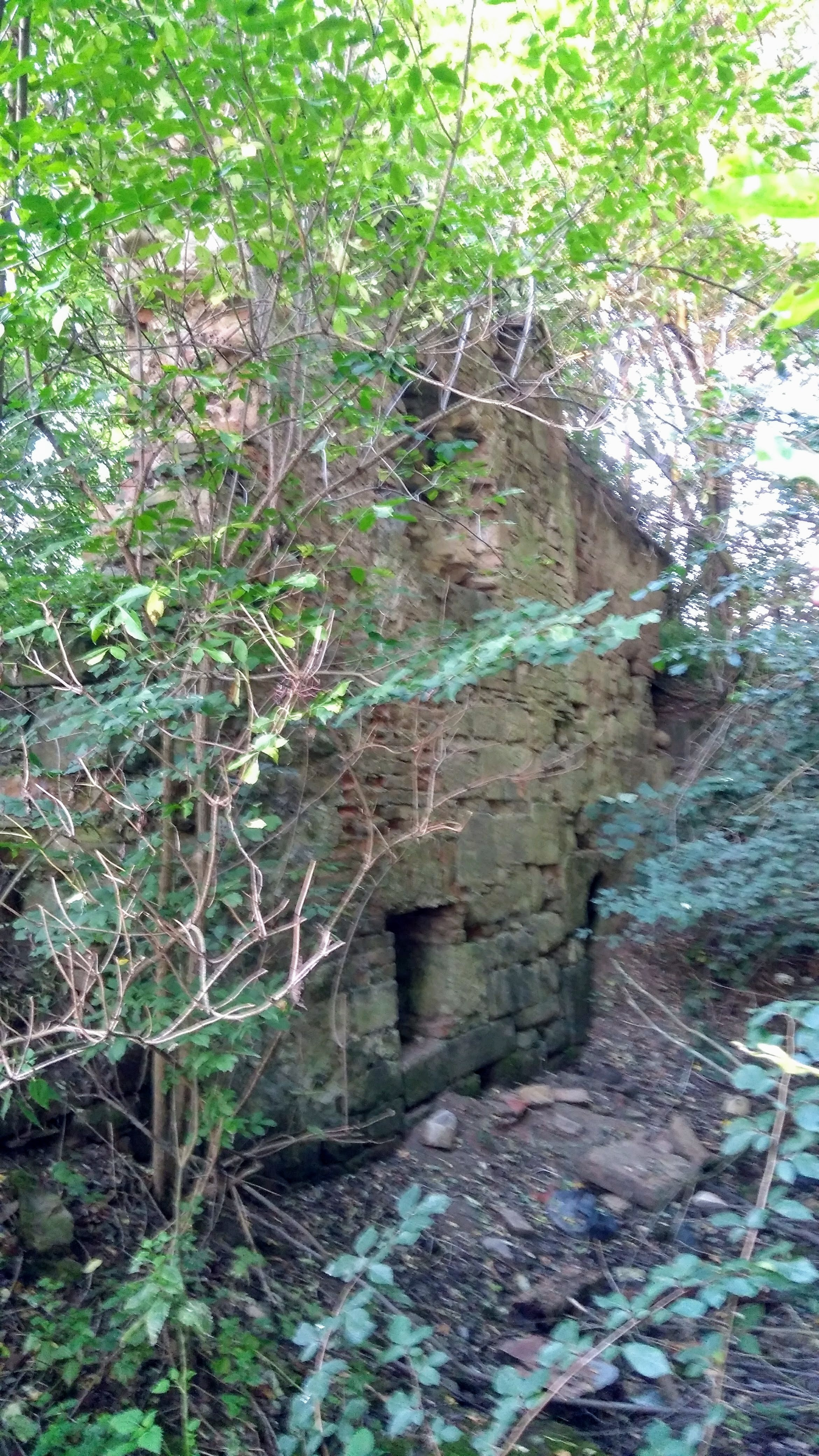
Pozůstatky mlýna Prachař